# Bach-Tage Berlin
Die Bach-Tage Berlin war ein von 1970 bis 2000 in Berlin stattfindendes Musikfestival, das vom Deutschen Tonkünstlerverband (DTKV) organisiert wurde. Im Zentrum stand das Werk des Komponisten Johann Sebastian Bach, der die Stadt mehrmals besucht hatte und dessen Brandenburgische Konzerte und Musikalisches Opfer mit Berlin verknüpft sind. Daneben wurden auch Werke seiner Söhne Wilhelm Friedemann Bach, Carl Philipp Emanuel Bach und Johann Christian Bach aufgeführt, die mehrere Jahre lang in Berlin lebten.
Die Bach-Tage fanden in der ersten Juli-Woche statt und hatten jeweils einen thematischen Schwerpunkt. Für die Konzerte verpflichtete man international herausragende Ensembles und Solisten, zudem wurden die Veranstaltungen von Vorträgen begleitet. Die künstlerische Leitung stimmte der DTKV mit der Senatsverwaltung für kulturelle Angelegenheiten ab. Ferner arbeitete man bei der Durchführung mit den Friedenauer Kammerkonzerten, dem Staatlichen Institut für Musikforschung, dem RIAS Berlin und dem Sender Freies Berlin zusammen.
Die Spielstätten konzentrierten sich auf das Kulturforum in Berlin-Tiergarten. Neben der Philharmonie und dem Kammermusiksaal dienten der Otto-Braun-Saal der Staatsbibliothek zu Berlin, das Musikinstrumenten-Museum und die St. Matthäuskirche als Aufführungsorte. Daneben fanden Veranstaltungen im Schloss Charlottenburg und in verschiedenen Kirchen statt. Nach der Maueröffnung entstand ein zweiter Schwerpunkt am Gendarmenmarkt. Gespielt wurde hier unter anderem im Schauspielhaus Berlin, im Apollosaal der Staatsoper Unter den Linden, in der Französischen Friedrichstadtkirche und in der St. Hedwigs-Kathedrale.
Finanziert wurden die Bach-Tage mit Mitteln der Senatsverwaltung, die die Veranstaltung aufgrund von Sparmaßnahmen im Jahr 2001 einstellen ließ. Weitere Förderer waren die Evangelische Kirche sowie private Unternehmen.